# Kreisreform Baden-Württemberg 1973
Mit Wirkung vom 1. Januar 1973 fand in Baden-Württemberg eine Kreisgebietsreform statt, bei der 32 Landkreise neu gebildet wurden und drei Landkreise unverändert oder nahezu unverändert bestehen blieben. Bereits in den Jahren zuvor, d. h. seit 1967, hatte es zur Vorbereitung der Kreisreform Umgliederungen einzelner Gemeinden gegeben.
Außerdem lief seit 1970 die freiwillige Phase der Gebietsreform in Baden-Württemberg, in der es bereits mehrere Gemeindezusammenschlüsse über die Kreisgrenzen hinweg gegeben hatte.

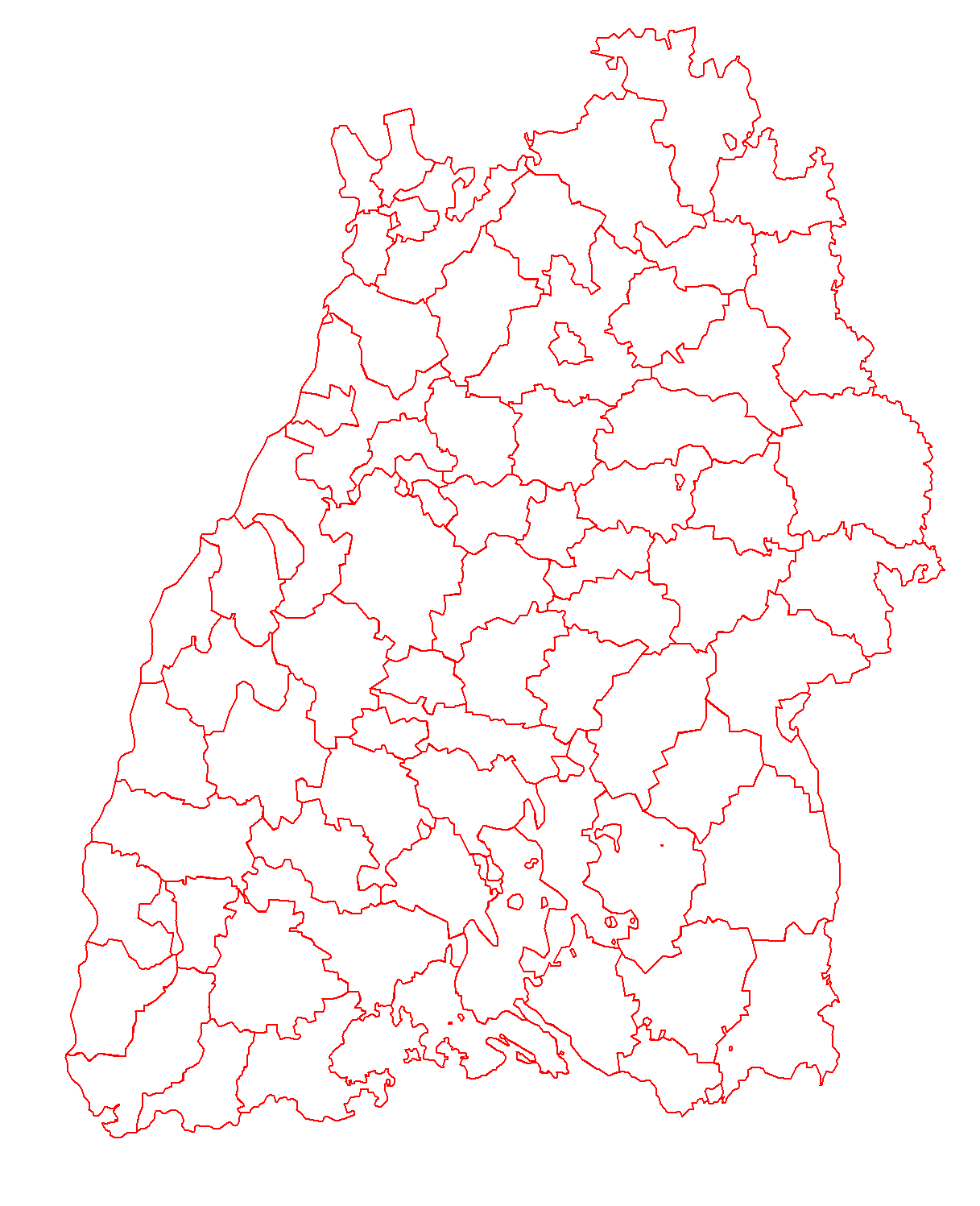
Landkreise 1967

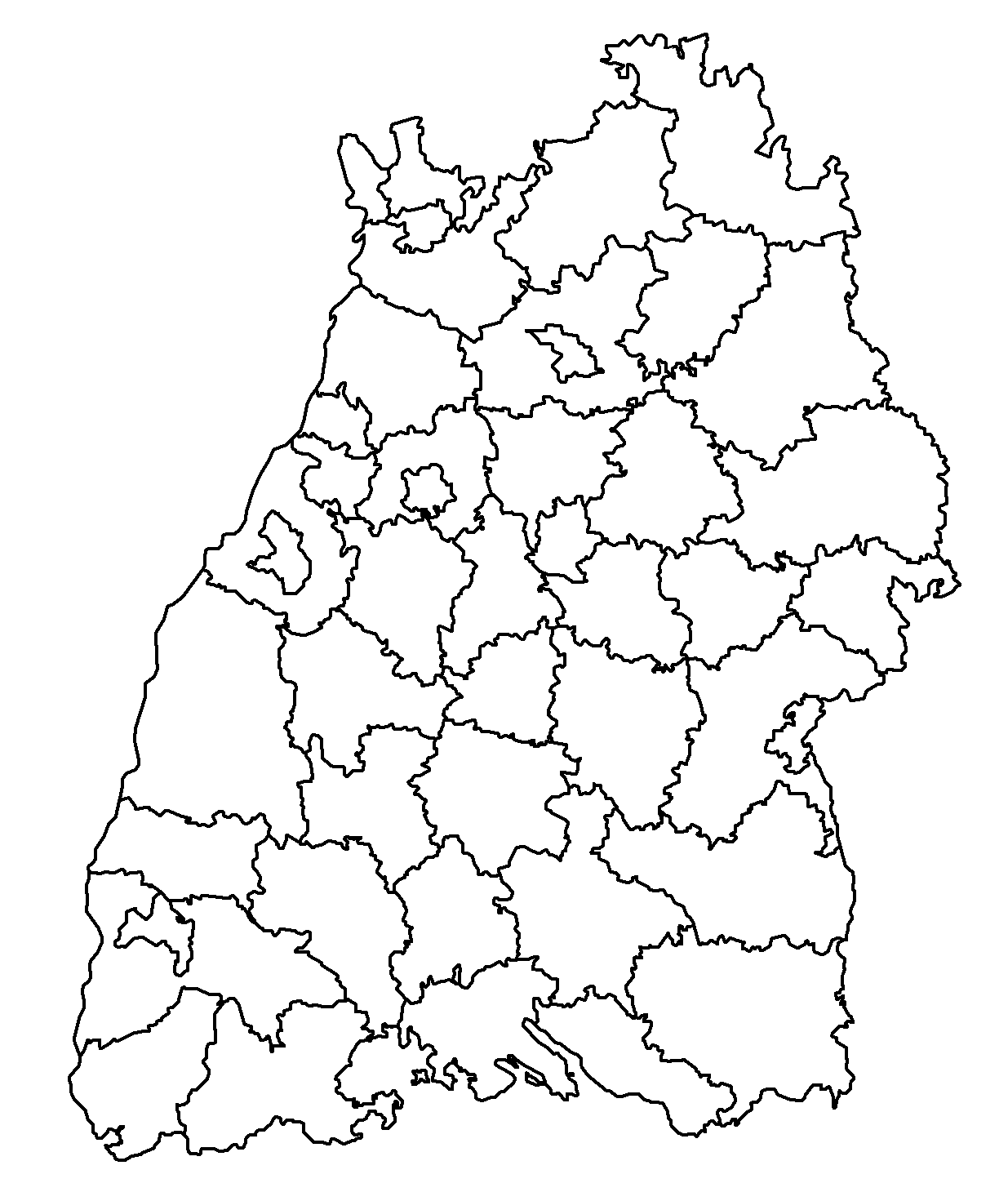
Landkreise 1975

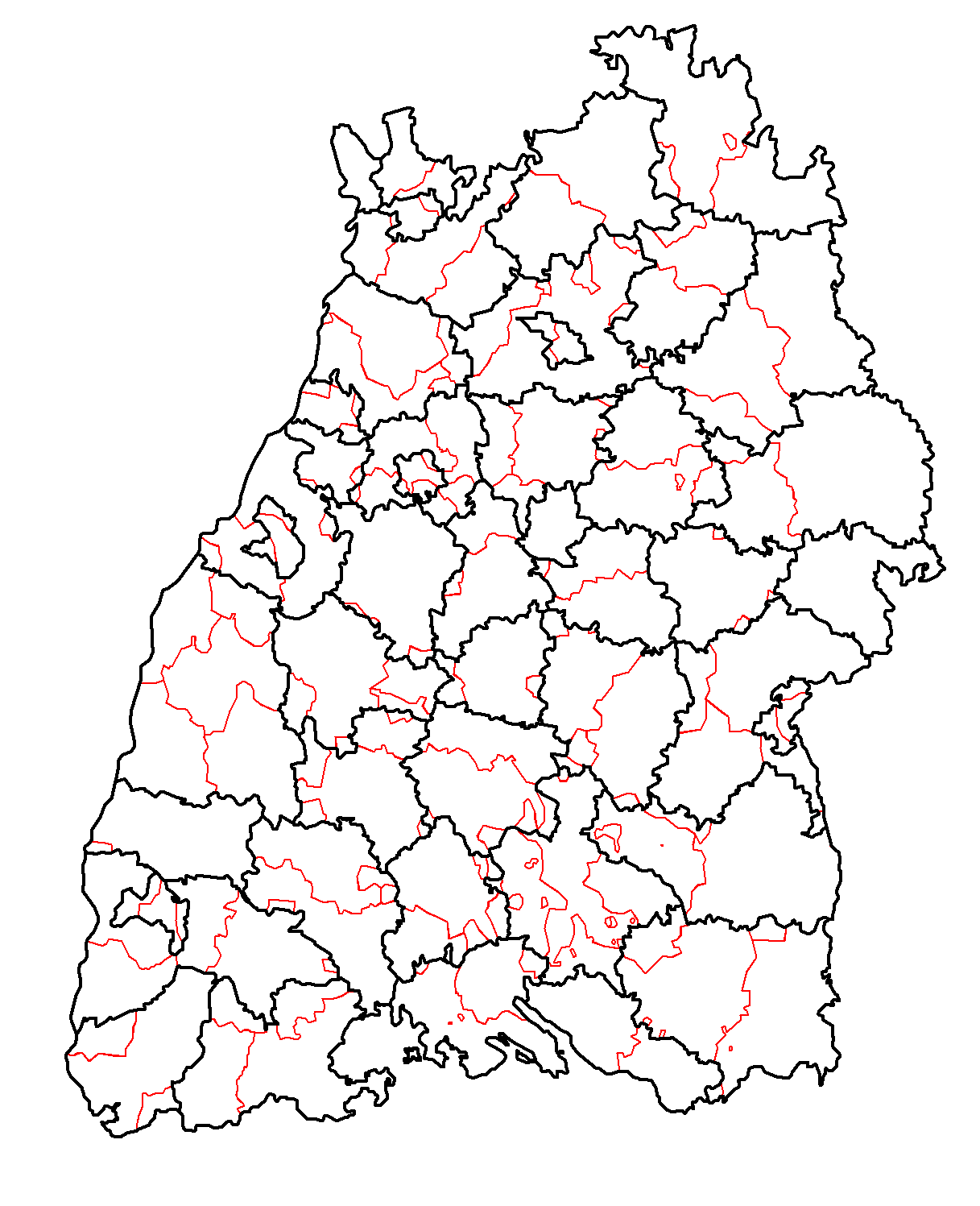
Veranschaulichung der Änderungen

## Gründe
In der Literatur und in den anlässlich der Reformen erstellten Gutachten werden gesellschaftliche und verwaltungsinterne Entwicklungen aufgeführt, die eine Neuordnung im Gebietszuschnitt der Regierungsbezirke, Landkreise und Gemeinden Baden-Württembergs begründen. Diese sind:
1. die größere Nachfrage nach Verwaltungsleistungen;
2. das verstärkte Zurückbleiben des Verwaltungsangebotes der Verwaltung;
3. das Stadt/Land-Gefälle;
4. die Notwendigkeit öffentlicher Planung sowie
5. höhere Einwohnerzahlen zur Erfüllung der Verwaltungsaufgaben.

Bei den Verwaltungsleistungen war eine zunehmende Verschiebung von der Ordnungs- zur Leistungsverwaltung festzustellen. Mit dem gestiegenen Anspruchsniveau konnte das bis dahin existierende Verwaltungssystem nicht uneingeschränkt mithalten. Vor allem im Umland der größeren Städte war eine Verwaltungsverbesserung vonnöten, zumal die Einwohnerzahl in den stadtnahen ländlichen Gebieten damals beständig anstieg. Die neuen Verwaltungseinheiten sollten eine neu gewünschte Planungsfunktion erfüllen. Zudem sollten nach Möglichkeit Mindesteinwohnerzahlen festgelegt werden, um eine Spezialisierung des Verwaltungspotenzials zu ermöglichen.

## Politische Umsetzung
Vor der Kreisreform 1973 bestanden in Baden-Württemberg 63 Land- und neun Stadtkreise, deren Grenzen noch an den drei 1952 ins neugeschaffene Bundesland aufgegangenen drei Vorläufern Baden, Württemberg-Baden und Württemberg-Hohenzollern ausgerichtet waren. Dabei hatte der kleinste Kreis 33.000 Einwohner, der größte fast 300.000. Zu einem Kreis zählten mehr als 100 Gemeinden, zum kleinsten nur 13. Wie in anderen Bundesländern gab es in den 1960er Jahren Überlegungen, überörtliche kommunale Aufgaben, z. B. die Krankenhausversorgung und Abfallbeseitigung, überall „gleichwertig“ anbieten zu können. Deswegen sollte die vorhandene Kreisstruktur modernisiert werden.
Die 1968 gebildete Regierung von Ministerpräsident Hans Filbinger (CDU) und Innenminister Walter Krause (SPD) hatte eine Gebiets- und Verwaltungsreform vereinbart. Sie veröffentlichte im Dezember 1969 ihr Denkmodell, das die Bildung von 25 Land- und fünf Stadtkreise vorsah. Als Alternative zum „Denkmodell“ des SPD-dominierten Innenministeriums legte die CDU am 25. Februar 1970 ein „Alternativmodell“ vor, das von etwa 38 Land- und acht Stadtkreisen ausging. Es war maßgeblich geprägt von der Arbeit des damaligen Ministerialrats und späteren Stuttgarter Oberbürgermeisters Manfred Rommel und des damaligen Bürgermeisters und späteren Ministerpräsidenten Erwin Teufel. Der Kompromiss, der 1970/71 erarbeitet und vom Parlament in einem Sonderausschuss festgezimmert wurde, sah 35 Land- und neun Stadtkreise vor, die in zwölf Regionalverbänden organisiert wurden. Am 23. Juli 1971 verabschiedete der Landtag das „Erste Gesetz zur Verwaltungsreform (Kreisreformgesetz)“, das zum 1. Januar 1973 in Kraft trat.
Die Verwaltungsstufe von vier Regierungspräsidien blieb erhalten, doch ihre Grenzen wurden neu festgelegt, wobei – wie bei den Landkreisen – die alten Grenzen zwischen Baden, Hohenzollern und Württemberg ignoriert wurden. Diese bestehen in Baden-Württemberg allerdings weiter bei der Rechtspflege und einigen Sportverbänden, beispielsweise dem Landessportverband Baden-Württemberg.

## Zusammensetzung der Landkreise
Die Aufzählungen geben im Wesentlichen das Kreisreformgesetz vom 26. Juli 1971 wieder. Abweichungen und spätere Änderungen der Kreisgrenzen sind als Anmerkungen hinzugefügt.

### Alb-Donau-Kreis
Alb-Donau-Kreis mit dem Sitz des Landratsamtes in Ulm:
- vom bisherigen Landkreis Ulm alle Gemeinden mit Ausnahme der Gemeinden Waldhausen und Türkheim sowie des Weilers Sontbergen;[9]
- vom bisherigen Landkreis Ehingen alle Gemeinden mit Ausnahme der Gemeinden Bechingen, Dietelhofen, Dietershausen, Dieterskirch, Moosbeuren[10], Oberwachingen, Oggelsbeuren, Rupertshofen, Sauggart, Uigendorf, Zell und Zwiefaltendorf;
- vom bisherigen Landkreis Münsingen die Gemeinden Ennabeuren, Feldstetten, Gundershofen, Hütten, Ingstetten, Justingen, Laichingen, Sondernach, Sontheim und Westerheim;
- vom bisherigen Landkreis Biberach die Gemeinden Oberbalzheim und Unterbalzheim

### Landkreis Biberach
Landkreis Biberach mit dem Sitz des Landratsamtes in Biberach an der Riß:
- vom bisherigen Landkreis Biberach alle Gemeinden mit Ausnahme der Gemeinden Dietmanns, Oberbalzheim, Unterbalzheim und Unterschwarzach;
- vom bisherigen Landkreis Saulgau alle Gemeinden mit Ausnahme der Gemeinden Altshausen, Beuren, Bierstetten, Blochingen, Bolstern, Boms, Bondorf, Braunenweiler, Bremen, Ebenweiler, Ebersbach, Eichen, Eichstegen, Ennetach, Enzkofen, Fleischwangen, Friedberg, Fulgenstadt, Großtissen, Guggenhausen, Günzkofen, Haid, Herbertingen, Heudorf bei Mengen, Hochberg, Hohentengen, Hoßkirch, Hundersingen, Jettkofen, Königseggwald, Lampertsweiler, Laubbach, Marbach, Mengen, Mieterkingen, Moosheim, Mörsingen, Musbach, Ölkofen, Renhardsweiler, Riedhausen, Saulgau, Scheer, Unterwaldhausen, Upflamör, Ursendorf, Völlkofen und Wolfartsweiler;
- vom bisherigen Landkreis Ehingen die Gemeinden Bechingen, Dietelhofen, Dietershausen, Dieterskirch, Moosbeuren[10], Oberwachingen, Oggelsbeuren, Rupertshofen, Sauggart, Uigendorf, Zell und Zwiefaltendorf;
- vom bisherigen Landkreis Sigmaringen die Gemeinden Billafingen und Langenenslingen

### Landkreis Böblingen
Landkreis Böblingen mit dem Sitz des Landratsamtes in Böblingen:
- alle Gemeinden[11] des bisherigen Landkreises Böblingen;
- vom bisherigen Landkreis Leonberg alle Gemeinden mit Ausnahme der Gemeinden Ditzingen, Friolzheim, Gerlingen, Heimerdingen, Heimsheim, Hemmingen, Hirschlanden, Korntal, Mönsheim, Münchingen und Wimsheim;
- vom bisherigen Landkreis Calw die Gemeinden Dachtel[12] und Deckenpfronn

### Bodenseekreis
Bodenseekreis mit dem Sitz des Landratsamtes in Friedrichshafen:
- alle Gemeinden des bisherigen Landkreises Tettnang;
- vom bisherigen Landkreis Überlingen alle Gemeinden mit Ausnahme der Gemeinden Aach-Linz, Burgweiler, Denkingen, Gaisweiler, Großschönach, Großstadelhofen, Herdwangen, Illmensee, Illwangen, Pfullendorf, Ruschweiler und Zell am Andelsbach

### Landkreis Breisgau-Hochschwarzwald
Landkreis Breisgau-Hochschwarzwald mit dem Sitz des Landratsamtes in Freiburg im Breisgau:
- vom bisherigen Landkreis Freiburg alle Gemeinden[13][14] mit Ausnahme der Gemeinde Jechtingen;
- vom bisherigen Landkreis Hochschwarzwald alle Gemeinden mit Ausnahme der Gemeinden Bernau, Bonndorf im Schwarzwald, Brunnadern, Ebnet, Ewattingen, Grafenhausen, Gündelwangen, Häusern, Holzschlag, Menzenschwand, Münchingen, Schönenbach[15], St. Blasien, Urach, Wellendingen und Wittlekofen;
- vom bisherigen Landkreis Müllheim alle Gemeinden mit Ausnahme der Gemeinden Bad Bellingen, Bamlach, Feuerbach, Hertingen, Kandern, Liel, Malsburg, Marzell, Mauchen, Niedereggenen, Obereggenen, Rheinweiler, Riedlingen, Schliengen, Sitzenkirch und Tannenkirch;
- vom bisherigen Landkreis Donaueschingen die Gemeinde Unadingen

### Landkreis Calw
Landkreis Calw mit dem Sitz des Landratsamtes in Calw:
- vom bisherigen Landkreis Calw alle Gemeinden mit Ausnahme der Gemeinden Arnbach, Birkenfeld, Conweiler, Dachtel[12], Deckenpfronn, Dennach, Engelsbrand, Feldrennach, Gräfenhausen, Grunbach, Loffenau, Neuenbürg, Niebelsbach, Ottenhausen, Salmbach, Schwann und Waldrennach;
- vom bisherigen Landkreis Horb die Gemeinden Gündringen, Schietingen und Vollmaringen;[16]
- vom bisherigen Landkreis Freudenstadt[17] die Gemeinde Fünfbronn

### Landkreis Emmendingen
Der Landkreis Emmendingen wurde nur in geringem Umfang verändert.
Es kamen lediglich einige Gemeinden des Landkreises Freiburg zum Kreisgebiet:
- die Gemeinde Jechtingen am 1. Januar 1973
- Infolge der noch nicht abgeschlossenen Gemeindereform wurden nach 1973 noch die beiden Gemeinden Kiechlinsbergen[13] und Leiselheim[14] umgegliedert.

### Enzkreis
Enzkreis mit dem Sitz des Landratsamtes in Pforzheim:
- vom bisherigen Landkreis Pforzheim alle Gemeinden mit Ausnahme der Gemeinde Ittersbach;[18]
- vom bisherigen Landkreis Vaihingen die Gemeinden Diefenbach, Enzberg, Freudenstein, Großglattbach, Illingen, Iptingen, Kleinvillars, Knittlingen, Lienzingen, Maulbronn, Mühlacker, Mühlhausen an der Enz, Ölbronn, Ötisheim, Roßwag[19], Schützingen, Serres, Sternenfels, Wiernsheim, Wurmberg und Zaisersweiher;
- vom bisherigen Landkreis Calw die Gemeinden Arnbach, Birkenfeld, Conweiler, Dennach, Engelsbrand, Feldrennach, Gräfenhausen, Grunbach, Neuenbürg, Niebelsbach, Ottenhausen, Salmbach, Schwann und Waldrennach;
- vom bisherigen Landkreis Leonberg die Gemeinden Friolzheim, Heimsheim, Mönsheim und Wimsheim

### Landkreis Esslingen
Landkreis Esslingen mit dem Sitz des Landratsamtes in Esslingen:
- alle Gemeinden des bisherigen Landkreises Esslingen;
- vom bisherigen Landkreis Nürtingen alle Gemeinden mit Ausnahme der Gemeinde Grafenberg
- vom bisherigen Landkreis Böblingen kamen am 1. Januar 1975 noch die Stadt Leinfelden und die Gemeinde Musberg hinzu (bilden seither zusammen mit Echterdingen und Stetten auf den Fildern die Stadt Leinfelden-Echterdingen).

### Landkreis Freudenstadt
Landkreis Freudenstadt mit dem Sitz des Landratsamtes in Freudenstadt:
- vom bisherigen Landkreis Freudenstadt alle Gemeinden[17][20] mit Ausnahme der Gemeinde Fünfbronn;
- vom bisherigen Landkreis Horb alle Gemeinden[16][21] mit Ausnahme der Gemeinden Bergfelden, Bettenhausen, Bieringen, Bierlingen, Börstingen, Dornhan, Dürrenmettstetten, Felldorf, Fürnsal, Gündringen, Holzhausen, Hopfau, Leinstetten, Marschalkenzimmern, Mühlheim am Bach, Renfrizhausen, Schietingen, Sigmarswangen, Sulz am Neckar, Sulzau, Vöhringen, Vollmaringen, Wachendorf, Weiden und Wittershausen;
- vom bisherigen Landkreis Hechingen die Gemeinden Betra, Dettensee, Dettingen, Dettlingen, Dießen und Empfingen;
- vom bisherigen Landkreis Rottweil die Gemeinden Peterzell und Römlinsdorf;
- vom bisherigen Landkreis Wolfach die Gemeinden Bad Rippoldsau und Schapbach

### Landkreis Göppingen
Der Landkreis Göppingen blieb im Wesentlichen unverändert.
Es gab nur folgende Änderungen:
- Der Ort Lenglingen wurde in die Stadt Göppingen umgemeindet. Er gehörte bis 1972 zur Gemeinde Großdeinbach, Landkreis Schwäbisch Gmünd, wurde dann in die Stadt Schwäbisch Gmünd eingegliedert und kam 1973 dann zu Göppingen.
- Bereits vor der Kreisreform 1973 war der Landkreis Göppingen um drei Orte vergrößert worden: Am 1. April 1972 war die Gemeinde Maitis (Landkreis Schwäbisch Gmünd) infolge der Eingliederung in die Stadt Göppingen dem Landkreis Göppingen zugeteilt worden. Ferner waren Türkheim und Waldhausen, beide bis 1970/1972 zum Landkreis Ulm gehörig, am 1. Januar 1971 bzw. 1. März 1972 in die Stadt Geislingen an der Steige eingegliedert worden und somit zum Landkreis Göppingen gekommen.

### Landkreis Heidenheim
Der Landkreis Heidenheim blieb nahezu unverändert. Am 1. Juli 1974 wurde lediglich der kleine Weiler Sontbergen der Gemeinde Amstetten vom ehemaligen Landkreis Ulm in den Landkreis Heidenheim eingegliedert und in die Gemeinde Gerstetten umgemeindet.

### Landkreis Heilbronn
Landkreis Heilbronn mit dem Sitz des Landratsamtes in Heilbronn:
- vom bisherigen Landkreis Heilbronn alle Gemeinden mit Ausnahme der Gemeinde Gronau;[22]
- vom bisherigen Landkreis Sinsheim die Gemeinden Bad Rappenau, Berwangen, Elsenz, Eppingen, Gemmingen, Grombach, Ittlingen, Kirchardt, Mühlbach, Obergimpern, Richen, Rohrbach am Gießhübel, Siegelsbach, Stebbach und Wollenberg;
- vom bisherigen Landkreis Mosbach die Gemeinden Heinsheim, Herbolzheim (Jagst) (letztere eingemeindet nach Neudenau), Neudenau und Stein am Kocher;
- vom bisherigen Landkreis Buchen die Gemeinden Ruchsen[23] und Unterkessach[24];
- vom bisherigen Landkreis Öhringen die Gemeinden Langenbeutingen, Maienfels und Neuhütten;
- vom bisherigen Landkreis Schwäbisch Hall die Gemeinde Finsterrot

### Hohenlohekreis
Hohenlohekreis mit dem Sitz des Landratsamtes in Künzelsau:
- alle Gemeinden des bisherigen Landkreises Künzelsau;
- vom bisherigen Landkreis Öhringen alle Gemeinden mit Ausnahme der Gemeinden Langenbeutingen, Maienfels und Neuhütten;
- vom bisherigen Landkreis Buchen die Gemeinden Gommersdorf, Horrenbach, Klepsau, Krautheim, Neunstetten, Oberndorf und Winzenhofen;
- vom bisherigen Landkreis Schwäbisch Hall die Gemeinden Eschental und Goggenbach;[25]
- vom bisherigen Landkreis Crailsheim die Gemeinde Simprechtshausen

### Landkreis Karlsruhe
Landkreis Karlsruhe mit dem Sitz des Landratsamtes in Karlsruhe:
- alle Gemeinden des bisherigen Landkreises Karlsruhe;
- alle Gemeinden des bisherigen Landkreises Bruchsal;
- vom bisherigen Landkreis Sinsheim die Gemeinden Eichelberg, Kürnbach, Landshausen, Sulzfeld, Tiefenbach und Zaisenhausen;
- vom bisherigen Landkreis Vaihingen die Gemeinde Oberderdingen;
- vom bisherigen Landkreis Rastatt die Gemeinde Waldprechtsweier;[26]
- vom bisherigen Landkreis Pforzheim die Gemeinde Ittersbach[18]

### Landkreis Konstanz
Landkreis Konstanz mit dem Sitz des Landratsamtes in Konstanz:
- alle Gemeinden des bisherigen Landkreises Konstanz;
- vom bisherigen Landkreis Stockach alle Gemeinden mit Ausnahme der Gemeinden Altheim, Bietingen, Boll, Buchheim, Engelswies, Glashütte (Baden), Göggingen, Gutenstein, Hartheim, Hausen im Tal, Heinstetten, Heudorf bei Meßkirch, Kreenheinstetten, Krumbach, Langenhart, Leibertingen, Liptingen, Menningen, Meßkirch, Rast, Rohrdorf, Sauldorf, Schwandorf, Schwenningen, Sentenhart, Stetten am kalten Markt, Wasser und Worndorf;
- vom bisherigen Landkreis Sigmaringen die Gemeinden Deutwang, Kalkofen, Liggersdorf, Mindersdorf und Selgetsweiler
- vom bisherigen Landkreis Donaueschingen die Gemeinde Stetten

### Landkreis Lörrach
Landkreis Lörrach mit dem Sitz des Landratsamtes in Lörrach:
- alle Gemeinden des bisherigen Landkreises Lörrach;
- vom bisherigen Landkreis Müllheim die Gemeinden Bad Bellingen, Bamlach, Feuerbach, Hertingen, Kandern, Liel, Malsburg, Marzell, Mauchen, Niedereggenen, Obereggenen, Rheinweiler, Riedlingen, Schliengen, Sitzenkirch und Tannenkirch;
- vom bisherigen Landkreis Säckingen die Gemeinden Karsau, Minseln, Nordschwaben, Rheinfelden (Baden) und Schwörstadt

### Landkreis Ludwigsburg
Landkreis Ludwigsburg mit dem Sitz des Landratsamtes in Ludwigsburg:
- alle Gemeinden des bisherigen Landkreises Ludwigsburg;
- vom bisherigen Landkreis Vaihingen alle Gemeinden mit Ausnahme der Gemeinden Diefenbach, Enzberg, Freudenstein, Großglattbach, Illingen, Iptingen, Kleinvillars, Knittlingen, Lienzingen, Maulbronn, Mühlacker, Mühlhausen an der Enz, Oberderdingen, Ölbronn, Ötisheim, Roßwag[19], Schützingen, Serres, Sternenfels, Wiernsheim, Wurmberg und Zaisersweiher;
- vom bisherigen Landkreis Leonberg die Gemeinden Ditzingen, Gerlingen, Heimerdingen, Hemmingen, Hirschlanden, Korntal und Münchingen;
- vom bisherigen Landkreis Backnang die Gemeinden Affalterbach und Rielingshausen[27];
- vom bisherigen Landkreis Heilbronn die Gemeinde Gronau[22]

### Odenwaldkreis
Odenwaldkreis mit dem Sitz des Landratsamtes in Mosbach (am 10. September 1974 Umbenennung in Neckar-Odenwald-Kreis wegen der Verwechslungsgefahr mit dem hessischen Odenwaldkreis):
- vom bisherigen Landkreis Mosbach alle Gemeinden mit Ausnahme der Gemeinden Heinsheim, Herbolzheim (Jagst), Lindach, Neudenau und Stein am Kocher;
- vom bisherigen Landkreis Buchen alle Gemeinden mit Ausnahme der Gemeinden Berolzheim, Buch am Ahorn, Eubigheim, Gommersdorf, Hohenstadt, Horrenbach, Klepsau, Krautheim, Neunstetten, Oberndorf, Ruchsen[23], Schillingstadt, Unterkessach[24] und Winzenhofen;

### Ortenaukreis
Ortenaukreis mit dem Sitz des Landratsamtes in Offenburg:
- alle Gemeinden des bisherigen Landkreises Offenburg;
- alle Gemeinden des bisherigen Landkreises Lahr und alle gemeindefreien Grundstücke (gemeindefreier Grundbesitz der französischen Gemeinde Rhinau und der Bundesrepublik Deutschland);
- vom bisherigen Landkreis Kehl alle Gemeinden mit Ausnahme der Gemeinden Grauelsbaum, Lichtenau, Muckenschopf und Scherzheim[28];
- vom bisherigen Landkreis Bühl die Gemeinden Achern, Fautenbach, Furschenbach, Gamshurst, Großweier, Kappelrodeck, Lauf, Mösbach, Obersasbach, Önsbach, Ottenhöfen im Schwarzwald, Sasbach, Sasbachried, Sasbachwalden, Seebach und Waldulm;
- vom bisherigen Landkreis Wolfach alle Gemeinden mit Ausnahme der Gemeinden Bad Rippoldsau, Kaltbrunn, Lehengericht, Schapbach, Schenkenzell und Schiltach

### Ostalbkreis
Ostalbkreis mit dem Sitz des Landratsamtes in Aalen:
- alle Gemeinden des bisherigen Landkreises Aalen;
- vom bisherigen Landkreis Schwäbisch Gmünd alle Gemeinden mit Ausnahme der Gemeinden Alfdorf[29], Maitis[30], Pfahlbronn[29] und Vordersteinenberg[29];
- vom bisherigen Landkreis Backnang die Gemeinden Altersberg, Frickenhofen und Gschwend;[31]
- vom bisherigen Landkreis Crailsheim die Gemeinden Rechenberg und Stimpfach[32]

### Landkreis Rastatt
Landkreis Rastatt mit dem Sitz des Landratsamtes in Rastatt:
- vom bisherigen Landkreis Rastatt alle Gemeinden mit Ausnahme der Gemeinde Waldprechtsweier;[26]
- vom bisherigen Landkreis Bühl alle Gemeinden mit Ausnahme der Gemeinden Achern, Fautenbach, Furschenbach, Gamshurst, Großweier, Kappelrodeck, Lauf, Mösbach, Obersasbach, Önsbach, Ottenhöfen im Schwarzwald, Sasbach, Sasbachried, Sasbachwalden, Seebach, Waldulm, Neuweier, Varnhalt und Steinbach;
- vom bisherigen Landkreis Kehl die Gemeinden Grauelsbaum, Lichtenau, Muckenschopf und Scherzheim[28];
- vom bisherigen Landkreis Calw die Gemeinde Loffenau

### Landkreis Ravensburg
Landkreis Ravensburg mit dem Sitz des Landratsamtes in Ravensburg:
- alle Gemeinden des bisherigen Landkreises Ravensburg;
- alle Gemeinden des bisherigen Landkreises Wangen
- vom bisherigen Landkreis Saulgau die Gemeinden Altshausen, Boms, Ebenweiler, Ebersbach, Eichstegen, Fleischwangen, Guggenhausen, Hoßkirch, Königseggwald, Musbach, Riedhausen und Unterwaldhausen;
- vom bisherigen Landkreis Biberach die Gemeinden Dietmanns und Unterschwarzach

### Rems-Murr-Kreis
Rems-Murr-Kreis mit dem Sitz des Landratsamtes in Waiblingen:
- alle Gemeinden des bisherigen Landkreises Waiblingen;
- vom bisherigen Landkreis Backnang alle Gemeinden mit Ausnahme der Gemeinden Affalterbach, Altersberg[31], Eutendorf, Fichtenberg, Frickenhofen[31], Gaildorf, Gschwend[31], Laufen am Kocher, Oberrot, Rielingshausen[27], Sulzbach am Kocher und Unterrot;
- vom bisherigen Landkreis Schwäbisch Gmünd die Gemeinden Alfdorf, Pfahlbronn und Vordersteinenberg[29]

### Landkreis Reutlingen
Landkreis Reutlingen mit dem Sitz des Landratsamtes in Reutlingen:
- vom bisherigen Landkreis Reutlingen alle Gemeinden mit Ausnahme der Gemeinden Bronnen und Gomaringen;
- vom bisherigen Landkreis Münsingen alle Gemeinden und gemeindefreien Grundstücke (Gutsbezirk Münsingen) mit Ausnahme der Gemeinden Ennabeuren, Feldstetten, Gundershofen, Hütten, Ingstetten, Justingen, Laichingen, Sondernach, Sontheim und Westerheim;
- vom bisherigen Landkreis Tübingen die Gemeinden Dörnach, Gniebel, Häslach, Pliezhausen, Rübgarten und Walddorf;
- vom bisherigen Landkreis Hechingen die Gemeinde Hörschwag;[33]
- vom bisherigen Landkreis Saulgau die Gemeinden Mörsingen[34] und Upflamör;
- vom bisherigen Landkreis Sigmaringen die Gemeinden Steinhilben und Trochtelfingen;
- vom bisherigen Landkreis Nürtingen die Gemeinde Grafenberg

### Rhein-Neckar-Kreis
Rhein-Neckar-Kreis mit dem Sitz des Landratsamtes in Heidelberg:
- alle Gemeinden des bisherigen Landkreises Heidelberg;
- alle Gemeinden des bisherigen Landkreises Mannheim;
- vom bisherigen Landkreis Sinsheim alle Gemeinden mit Ausnahme der Gemeinden Bad Rappenau, Berwangen, Eichelberg, Elsenz, Eppingen, Gemmingen, Grombach, Ittlingen, Kirchardt, Kürnbach, Landshausen, Mühlbach, Obergimpern, Richen, Rohrbach am Gießhübel, Siegelsbach, Stebbach, Sulzfeld, Tiefenbach, Wollenberg und Zaisenhausen;
- vom bisherigen Landkreis Mosbach die Gemeinde Lindach

### Landkreis Rottweil
Landkreis Rottweil mit dem Sitz des Landratsamtes in Rottweil:
- vom bisherigen Landkreis Rottweil alle Gemeinden[35] mit Ausnahme der Gemeinden Deißlingen[36], Peterzell, Römlinsdorf und Weigheim;
- vom bisherigen Landkreis Horb die Gemeinden Bergfelden, Bettenhausen, Dornhan[20], Dürrenmettstetten, Fürnsal, Holzhausen, Hopfau, Leinstetten, Marschalkenzimmern, Mühlheim am Bach, Renfrizhausen, Sigmarswangen, Sulz am Neckar, Vöhringen, Weiden und Wittershausen;
- vom bisherigen Landkreis Wolfach die Gemeinden Kaltbrunn, Lehengericht, Schenkenzell und Schiltach;
- vom bisherigen Landkreis Hechingen die Gemeinden Fischingen und Glatt;
- vom bisherigen Landkreis Villingen-Schwenningen (Umbenennung des am 1. Januar 1972 um die aus dem Landkreis Rottweil ausgegliederte und mit der Stadt Villingen im Schwarzwald zur neuen Stadt Villingen-Schwenningen vereinigte Gemeinde Schwenningen am Neckar vergrößerten ehemaligen Landkreises Villingen) die Gemeinde Tennenbronn

### Landkreis Schwäbisch Hall
Landkreis Schwäbisch Hall mit dem Sitz des Landratsamtes in Schwäbisch Hall:
- vom bisherigen Landkreis Schwäbisch Hall alle Gemeinden mit Ausnahme der Gemeinden Eschental[25], Finsterrot und Goggenbach[25];
- vom bisherigen Landkreis Crailsheim alle Gemeinden mit Ausnahme der Gemeinden Rechenberg, Simprechtshausen und Stimpfach;[32]
- vom bisherigen Landkreis Backnang die Gemeinden Eutendorf, Fichtenberg, Gaildorf, Laufen am Kocher, Oberrot, Sulzbach am Kocher und Unterrot

### Schwarzwald-Baar-Kreis
Schwarzwald-Baar-Kreis mit dem Sitz des Landratsamtes in Villingen-Schwenningen:
- vom bisherigen Landkreis Villingen-Schwenningen (Umbenennung des am 1. Januar 1972 um die aus dem Landkreis Rottweil ausgegliederte und mit der Stadt Villingen im Schwarzwald zur neuen Stadt Villingen-Schwenningen vereinigte Gemeinde Schwenningen am Neckar vergrößerten ehemaligen Landkreis Villingen) alle Gemeinden mit Ausnahme der Gemeinde Tennenbronn;
- vom bisherigen Landkreis Donaueschingen alle Gemeinden mit Ausnahme der Gemeinden Aulfingen, Emmingen ab Egg, Eßlingen, Geisingen, Gutmadingen, Hattingen, Hintschingen, Immendingen, Ippingen, Kirchen-Hausen, Leipferdingen, Mauenheim, Möhringen, Stetten und Unadingen;
- vom bisherigen Landkreis Rottweil die Gemeinden Deißlingen[36] und Weigheim;
- vom bisherigen Landkreis Hochschwarzwald die Gemeinde Urach;
- vom bisherigen Landkreis Tuttlingen die Gemeinde Tuningen

### Landkreis Sigmaringen

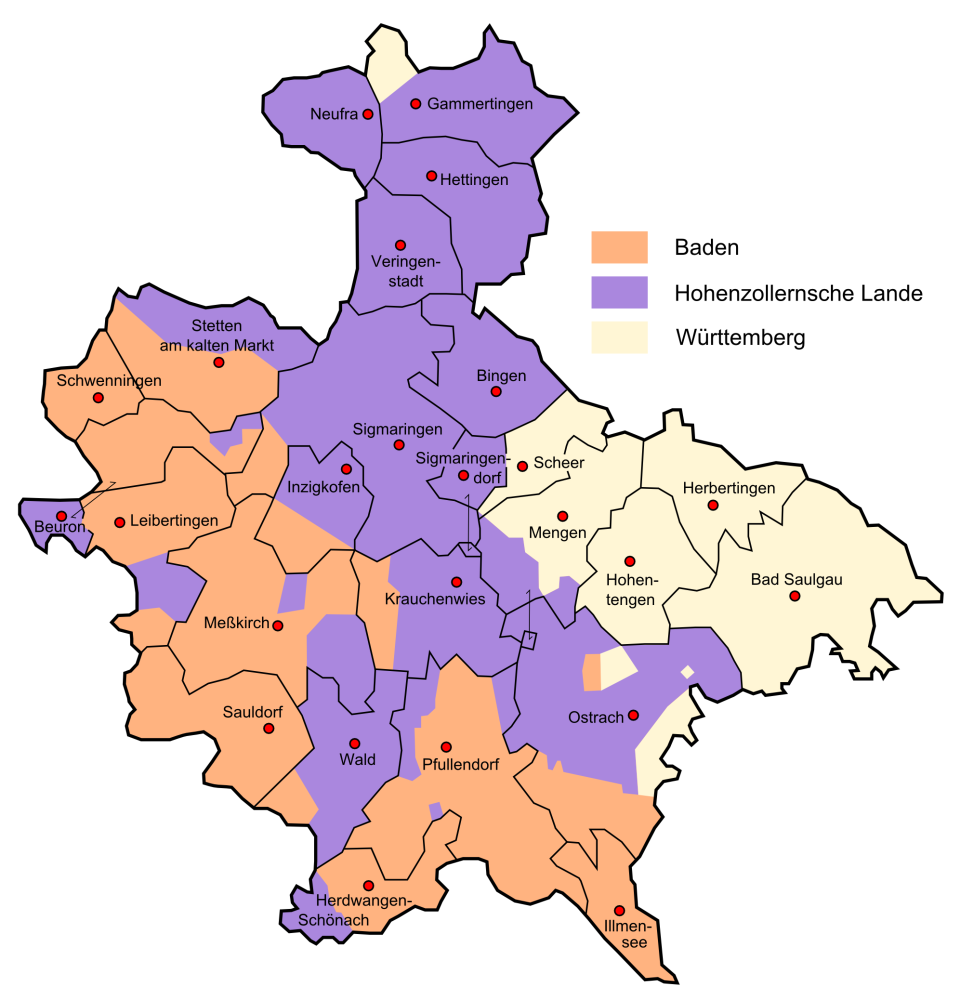
Der neue Landkreis Sigmaringen mit ehemals badischen, württembergischen und hohenzollerischen Anteilen

Landkreis Sigmaringen mit dem Sitz des Landratsamtes in Sigmaringen:
- vom bisherigen Landkreis Sigmaringen alle Gemeinden mit Ausnahme der Gemeinden Bärenthal, Benzingen, Billafingen, Deutwang, Harthausen auf der Scher, Kaiseringen, Kalkofen, Langenenslingen, Liggersdorf, Mindersdorf, Selgetsweiler, Steinhilben, Straßberg und Trochtelfingen;
- vom bisherigen Landkreis Stockach die Gemeinden Altheim, Bietingen, Boll, Engelswies, Glashütte (Baden), Göggingen, Gutenstein, Hausen im Tal, Heudorf bei Meßkirch, Kreenheinstetten, Krumbach, Langenhart, Leibertingen, Menningen, Meßkirch, Rast, Rohrdorf, Sauldorf, Schwenningen, Sentenhart, Stetten am kalten Markt und Wasser;
- vom bisherigen Landkreis Saulgau die Gemeinden Beuren, Bierstetten, Blochingen, Bolstern, Bondorf, Braunenweiler, Bremen, Eichen, Ennetach, Enzkofen, Friedberg, Fulgenstadt, Großtissen, Günzkofen, Haid, Herbertingen, Heudorf bei Mengen, Hochberg, Hohentengen, Hundersingen, Jettkofen, Lampertsweiler, Laubbach, Marbach, Mengen, Mieterkingen, Moosheim, Ölkofen, Renhardsweiler, Saulgau, Scheer, Ursendorf, Völlkofen und Wolfartsweiler;
- vom bisherigen Landkreis Überlingen die Gemeinden Aach-Linz, Burgweiler, Denkingen, Gaisweiler, Großschönach, Großstadelhofen, Herdwangen, Illmensee, Illwangen, Pfullendorf, Ruschweiler und Zell am Andelsbach;
- vom bisherigen Landkreis Reutlingen die Gemeinde Bronnen

### Tauberkreis
Tauberkreis mit dem Sitz des Landratsamtes in Tauberbischofsheim (am 1. Januar 1974 Umbenennung in Main-Tauber-Kreis):
- alle Gemeinden des bisherigen Landkreises Tauberbischofsheim;
- alle Gemeinden des bisherigen Landkreises Mergentheim;
- vom bisherigen Landkreis Buchen die Gemeinden Berolzheim, Buch am Ahorn, Eubigheim, Hohenstadt und Schillingstadt;

### Landkreis Tübingen
Landkreis Tübingen mit dem Sitz des Landratsamtes in Tübingen
- vom bisherigen Landkreis Tübingen alle Gemeinden mit Ausnahme der Gemeinden Dörnach, Gniebel, Häslach, Pliezhausen, Rübgarten und Walddorf;
- vom bisherigen Landkreis Horb die Gemeinden Bieringen, Bierlingen, Börstingen, Felldorf, Sulzau und Wachendorf;[21]
- vom bisherigen Landkreis Reutlingen die Gemeinde Gomaringen

### Landkreis Tuttlingen
Landkreis Tuttlingen mit dem Sitz des Landratsamtes in Tuttlingen:
- vom bisherigen Landkreis Tuttlingen alle Gemeinden mit Ausnahme der Gemeinde Tuningen;
- vom bisherigen Landkreis Donaueschingen die Gemeinden Aulfingen, Emmingen ab Egg, Eßlingen, Geisingen, Gutmadingen, Hattingen, Hintschingen, Immendingen, Ippingen, Kirchen-Hausen, Leipferdingen, Mauenheim und Möhringen;
- vom bisherigen Landkreis Stockach die Gemeinden Buchheim, Liptingen, Schwandorf und Worndorf;
- vom bisherigen Landkreis Sigmaringen die Gemeinde Bärenthal

### Landkreis Waldshut
Landkreis Waldshut mit dem Sitz des Landratsamtes in Waldshut-Tiengen
- alle Gemeinden des bisherigen Landkreises Waldshut;
- vom bisherigen Landkreis Säckingen alle Gemeinden mit Ausnahme der Gemeinden Karsau, Minseln, Nordschwaben, Rheinfelden und Schwörstadt;
- vom bisherigen Landkreis Hochschwarzwald die Gemeinden Bernau, Bonndorf im Schwarzwald, Brunnadern, Ebnet, Ewattingen, Grafenhausen, Gündelwangen, Häusern, Holzschlag, Menzenschwand, Münchingen, Schönenbach[15], St. Blasien, Wellendingen und Wittlekofen;

### Zollernalbkreis
Zollernalbkreis mit dem Sitz des Landratsamtes in Balingen:
- alle Gemeinden des bisherigen Landkreises Balingen;[35]
- vom bisherigen Landkreis Hechingen alle Gemeinden mit Ausnahme der Gemeinden Betra, Dettensee, Dettingen, Dettlingen, Dießen, Empfingen, Fischingen, Glatt und Hörschwag;[33]
- vom bisherigen Landkreis Sigmaringen die Gemeinden Benzingen, Harthausen auf der Scher, Kaiseringen und Straßberg;
- vom bisherigen Landkreis Stockach die Gemeinden Hartheim und Heinstetten